# ガス置換包装
ガス置換包装（ガスちかんほうそう）とは、密封したプラスチックなどの包装内の空気を除去し他のガス（窒素、二酸化炭素（炭酸ガス）、酸素あるいはこれらの混合気）を充填するもの。食品の酸化防止、微生物の繁殖の抑制、静菌あるいは殺菌などを目的とする。
日本工業規格（JIS）の定義では「ガス置換包装」とは「内容物の充填時に容器から空気を吸引排気し、代わりに窒素及び二酸化炭素のような不活性ガスで置換して密封し、又は不活性ガスで強制的に容器内空気を置換して密封し、物品の変質などを防止することを目的とする包装」とされている。また、「容器には、ガスバリア性の優れた包装材料を用いる」とされている。
「ガス置換包装」はModified Atmosphere Packaging（MAP）とも称され、対応英語は「gas exchange packaging」や「gas flush packaging」とされている。
飲食品のガス置換包装に使用される不活性ガスはその目的によって使い分けられており、風味維持、酸化・変色抑制には窒素ガスが、酸化抑制、カビを含む微生物や害虫の防止には炭酸ガスが、またその両方を目的とする場合は窒素ガスと炭酸ガスの混合使用、そして肉の赤みを増すためには酸素ガスを使用されることが多い。
使用用途はポテトチップスなどの油菓子、削り節、洋菓子、ワイン、コーヒー豆など、広く飲食品の包装に用いられている。
また近年、コンビニエンスストアのお惣菜にも賞味期限の延長やそれに伴う食品ロスの削減（SDG12.3）のため、ガス置換包装が使用されている。
ガス置換包装は食品会社の製造・保存・包装などの工程で様々な飲食品に使用されているが、一度開封すると使用者側では空気保存となるため、近年では小型高圧ガス入り容器（ミニガスカートリッジ）の出現もあり、開封した食材や飲食品の保存、また調理品の包装や保存のため飲食店や一般家庭でも使用され始めている。